# 張作驥
張作驥（1961年12月26日—），臺灣電影導演、編劇。

## 生平
張作驥在1961年出生於台灣嘉義市，父母親都是廣東人，1949年因國共內戰撤退來台。其父於823砲戰時在金門擔任通信排長。1982年張作驥於淡水新埔工專（今聖約翰科技大學）電子科畢業。因熱愛電影，進入文化大學戲劇系影視組。畢業之後，跟隨過許多不同的著名導演，如虞戡平、徐克、侯孝賢、嚴浩等人學習、累積經驗。張作驥從侯孝賢那裡學習到了如何挑選和處理演員，也從虞戡平導演那學到了非常專業而有效率的拍片方式。
張作驥的電影大量使用非職業演員擔綱演出，作品長期關注社會的邊緣角落，並以寫實的形式，記錄這些不為社會重視的人們的生活，同時將他們的生活實況與戲劇融合一起，編織出「生活即戲劇」的特殊型式。從影以來獲獎無數，於2011年獲中華民國國家文藝獎。
張作驥於1996年用800萬台幣拍了一部自編自導的八家將題材電影《忠仔》。《忠仔》於1996年獲亞太影展「評審團獎」、韓國釜山影展「評審團特別獎」、希臘塞薩洛尼基國際電影節「最佳導演獎」等國際獎項。
張作驥的第二部電影《黑暗之光》(1999年)，呈現了城市角落裡，被人遺忘的盲人按摩師與地方流氓的人情、愛情樣態。《黑暗之光》於 1999年 於日本東京影展同時獲得「最佳影片」、「東京金獎」及「亞洲電影獎」，以及2000年新加坡影展「最佳影片」與「評審團特別獎」等獎項。張作驥個人認為台灣底層的人們是愈底層愈有生命力，並希望從影片中傳達出讓人感動的情感，讓台灣觀眾能更注意與關心這部片子。
在拍攝完《黑暗之光》後，張作驥於2002年的夏天執導《美麗時光》。《美麗時光》一片於國際影壇上大放光芒，於2002年第三十九屆金馬獎榮獲「最佳劇情片」、「年度最佳台灣電影」、「觀眾票選最佳影片」，另獲「最佳導演」（張作驥）、「最佳原著劇本」（張作驥）、「最佳男主角」（范植偉）、最佳男配角（高盟傑）、最佳新演員（高盟傑）、最佳攝影（張宜敏）、最佳電影音樂（張藝）、最佳剪輯（廖慶松）提名。國際獎項包括2002年第五十九屆義大利威尼斯影展正式競賽項目（本屆唯一華人電影入圍影片）、第三屆「南方日報」中文電影傳媒大獎（香港與台灣兩地）最佳影片、最佳男主角獎（范植偉），第十六屆新加坡國際影展最佳導演、最佳男主角獎（范植偉）、2002日本福岡亞洲影展Asian Panorama觀摩單元、2002年第四十六屆英國倫敦影展、2002年第七屆韓國釜山國際影展A Window on Asian Cinema觀摩單元等等。
2007年《蝴蝶》為張作驥籌劃五年、斥資數千萬台幣的作品，全片大量使用 SteadiCam 拍攝。劇情描述一名剛出獄的青年，當令他愛恨交織的親情、愛情接踵向他襲來，揮之不去的過往和恩怨又緊緊咬住他的未來…，使一場原本令人期待的蛻變重生，最後竟成了飛蛾撲火般的生命悲歌。《蝴蝶》獲選為「柏林影展」的正式觀摩電影，並且入選台北電影節百萬劇情長片競賽單元，更同時成為港台兩大影展「金馬國際影展」和「香港電影節」的共同開幕片。
2009年張作驥執導的《爸…你好嗎？》獲邀成為 2009年台北電影節閉幕片。該片描繪十種不同性格的父親，用各自的方式表達對孩子的愛與關懷：老闆為不良於行的女兒過生日，沒想到小弟竟然買錯了蛋糕，於是展開一場搶救蛋糕大作戰；清早剛下班的工人，為了帶遲到的兒子趕火車，急忙地騎著三輪車載兒子穿過山間與小溪，跟火車賽跑……。故事中不時穿插令人發噱的幽默和至深的情感，生動且細膩地呈現台灣的社會現況，並道出父親和子女之間那份既疏離又難以表達的愛。
2010年張作驥執導的第六號作品《當愛來的時候》，獲得金馬獎十四項提名，榮獲當年金馬獎「最佳影片」、「最佳攝影」、「最佳美術指導」以及「觀眾票選最佳影片」等四獎。同年並獲邀釜山影展的「大師放映」（Gala Presentation）單元。《當愛來的時候》同時獲 2011年華語電影傳媒大獎「最佳影片」、「最佳編劇」以及「最佳新演員」三大獎項，以及2011年台北電影節「最佳影片」、「最佳編劇」、「最佳新演員」、「最佳女配角獎」四大獎項。
此外，張作驥於 2011年 接受臺北金馬影展執行委員會的邀請，參加《10+10》之電影聯合創作計劃，首次嘗試拍攝戰爭題材之電影，在 4月22日 於金門開拍五分鐘短片《穿過黑暗的火花》。
2011年，張作驥繼侯孝賢、王童之後，成為第三位獲中華民國國家文藝獎的電影導演。
2012年暑假拍攝第七號電影作品《暑假作業》，於2013年上映，探索家庭三代之間的親情與孩子成長的酸甜苦辣。
2015年拍攝《醉·生夢死》，該片是導演張作驥首次觸及同志議題的電影作品。劇中描繪深刻的母子感情及唯美激烈的同志情慾戲，在影展引發轟動，《醉》片更一舉奪得柏林最大同志雜誌「Siegessäule」舉辦的「勝利柱獎」。該片在台北電影節連奪百萬首獎、最佳影片、男主角、男女配角、媒體推薦獎等6項大獎，成為本屆最大贏家。

## 性侵案件
2013年5月13日，林姓女編劇指控遭張作驥性侵，14日被警方拘提後交保，他本人回應：「背部有傷，不太能做。」「我也不記得發生什麼事了。」否認犯案。檢警在林姓女編劇的陰道內及內褲上驗出精液殘留，經DNA比對，確定精液源自張作驥。8月26日，台北地檢署以強制性交罪起訴張作驥。
2014年6月13日，台北地院一審判決張作驥強制性交罪成立，徒刑3年10個月。張作驥發表聲明，堅稱無罪。10月28日，高等法院駁回上訴，合議庭認為張性侵事證明確，維持一審見解，判決張3年10月徒刑。張作驥雖再度上訴，最高法院於2015年3月11日再度駁回上訴，全案定讞。4月10日，張作驥入監服刑。在獄中參與工藝坊，負責《鹹水雞的滋味》串接及剪接。2017年8月17日假釋出獄，共服刑2年4個月7天。

## 導演經歷
- 1970年  公立永和國小轉學
- 1974年  私立及人小學畢業
- 1977年  私立及人中學畢業
- 1982年  私立淡水新埔工專 (現聖約翰科技大學)電子科畢業
- 1987年  文化大學戲劇系影劇組畢業，任湯臣電影《超越時空的小子》攝影組實習第二助理和虞戡平導演電影《海峽兩岸》助導。
- 1988年  任嚴浩、徐克導演電影《棋王》助導和侯孝賢導演電影《悲情城市》副導演
- 1989年  任虞戡平導演電影《兩個油漆匠》副導演和文建會藝術季舞台劇《這些人那些人》編劇。

## 電視劇作品列表
- 2000《車正在追 （页面存档备份，存于）》

## 電影作品

### 長片
- 1994 《暗夜槍聲》
- 1996 《忠仔》
- 1999 《黑暗之光》
- 2002 《美麗時光》
- 2007 《蝴蝶》
- 2009 《爸，你好嗎？》（為十部短篇組成）
- 2010 《當愛來的時候》
- 2013 《暑假作業》
- 2015 《醉·生夢死》（原名《愛是藍色的》）
- 2019 《那個我最親愛的陌生人》
- 2022 《夏日天空的那匹紅馬》
- 2024 《優雅的相遇》

### 短片
- 2011 《10+10》-〈1949穿過黑暗的火花〉
- 2012 《愛在思念中》
- 2017 《鹹水雞的滋味》

## 提名與獲獎列表
| 年度   | 頒獎典禮               | 獎項         | 作品                     | 結果 |
| 1996年 | 塞薩洛尼基國際電影節   | 最佳導演     | 《忠仔》                 | 獲獎 |
| 1999年 | 第36屆金馬獎           | 最佳導演     | 《黑暗之光》             | 提名 |
| 1999年 | 第36屆金馬獎           | 最佳原著劇本 | 《黑暗之光》             | 獲獎 |
| 2002年 | 第39屆金馬獎           | 最佳導演     | 《美麗時光》             | 提名 |
| 2002年 | 第39屆金馬獎           | 最佳原著劇本 | 《美麗時光》             | 提名 |
| 2003年 | 第3屆華語電影傳媒大獎  | 港台最佳導演 | 《美麗時光》             | 獲獎 |
| 2010年 | 第47屆金馬獎           | 最佳導演     | 《當愛來的時候》         | 提名 |
| 2010年 | 第47屆金馬獎           | 最佳原著劇本 | 《當愛來的時候》         | 提名 |
| 2010年 | 第47屆金馬獎           | 最佳剪輯     | 《當愛來的時候》         | 提名 |
| 2011年 | 第13屆台北電影獎       | 最佳編劇     | 《當愛來的時候》         | 獲獎 |
| 2011年 | 第11屆華語電影傳媒大獎 | 最佳編劇     | 《當愛來的時候》         | 獲獎 |
| 2011年 | 台灣國家文藝獎         | 電影類       | 不適用                   | 獲獎 |
| 2015年 | 第52屆金馬獎           | 最佳導演     | 《醉.生夢死》            | 提名 |
| 2015年 | 第52屆金馬獎           | 最佳原著劇本 | 《醉.生夢死》            | 提名 |
| 2015年 | 第52屆金馬獎           | 最佳剪輯     | 《醉.生夢死》            | 獲獎 |
| 2019年 | 第56屆金馬獎           | 最佳導演     | 《那個我最親愛的陌生人》 | 提名 |
| 2022年 | 第59屆金馬獎           | 最佳導演     | 《夏日天空的那匹紅馬》   | 提名 |
| 2025年 | 第27屆台北電影獎       | 最佳導演     | 《優雅的相遇》           | 提名 |

## 外部連結
- 張作驥在互联网电影资料库（IMDb）上的資料（英文）